# Franz Aigner (Gewichtheber)
Franz Aigner (* 24. Januar 1892 in Wien; † 21. Januar 1970 ebendort) war ein österreichischer Gewichtheber. Er gewann bei den Olympischen Spielen 1924 in Paris die Silbermedaille im Fünfkampf im Schwergewicht.

## Werdegang
Franz Aigner wuchs in Wien auf und begann dort als junger Mann mit dem Gewichtheben. Seine Karriere begann aber erst nach Ende des Ersten Weltkrieges. Er war zu diesem Zeitpunkt schon 27 Jahre alt und startete für den Deutschen Kraftsport-Klub "Eiche" Wien. Später wechselte er zum Lohnfuhrwerker Athleten-Klub Wien.
Bereits 1919 wurde er österreichischer Vizemeister im Schwergewicht hinter dem Wiener Heinrich Alscher. 1920 wurde er erstmals österreichischer Meister im Schwergewicht. Er erreichte dabei in einem Vierkampf bestehend aus einarmigem Reißen, einarmigem Stoßen, beidarmigem Drücken und beidarmigem Stoßen 400 kg (75-80-105-140) und verwies Rudolf Schilberg vom Athleten-Klub "Germania" Wien, der auf 387,5 kg kam, auf den 2. Platz. Im gleichen Jahr belegte er bei der Weltmeisterschaft, die in Wien stattfand, im Vierkampf (Schwergewicht) den 2. Platz hinter dem Deutschen Karl Mörke, der auf 456,7 kg (75-100-110-171,7) kam, den 2. Platz.
1921 wurde Franz Aigner wieder österreichischer Meister im Schwergewicht. Er erzielte dabei im Vierkampf 413 kg (80-80-105-140). Dabei verwies er erneut Rudolf Schilberg auf den 2. Platz.
1922 startete er bei den Deutschen Kampfspielen in Berlin. In einem Fünfkampf erzielte er dabei 490 kg (89-90-90-105-125) und belegte hinter Josef Straßberger vom TSV 1860 München, der auf 510 kg kam, den 2. Platz.
Im Mai 1923 besiegte Franz Aigner in Mailand in einem Fünfkampf, bei dem er auf 524,5 kg (87,5-90-95-117-135) kam, den italienischen Meisterheber Filippo Bottino, 1920 Olympiasieger im Schwergewicht geworden war und der bei diesem Wettkampf 500 kg (80-90-95-110-125) erzielte. Ebenfalls im Mai 1923 gewann er bei der Internationalen Meisterschaft von Böhmen und Mähren in Brünn im Fünfkampf den Titel im Schwergewicht mit 515 kg (89-90-90-100-130) und verwies dabei mit Jaroslav Skobla aus Prag einen Olympiasieger in spe, der 465 kg hob, auf den 2. Platz.
Im September 1923 wurde Franz Aigner in Wien Weltmeister im Schwergewicht. In einem Vierkampf erzielte er dabei 420 kg (85-90-115-130) und verwies seine österreichischen Landsleute Josef Leppelt und Georg Schrammel auf die nächsten Plätze.
Zu einem großen Erfolg kam Franz Aigner schließlich 1924. Er erzielte bei den Olympischen Spielen dieses Jahres in Paris im Fünfkampf 515 kg (80-97,5-112,5-95-130) und musste sich mit dieser Leistung dem Italiener Giuseppe Tonani, der auf 517,5 kg kam, nur knapp geschlagen geben. Er gewann damit die Silbermedaille.
In den Jahren 1925 bis 1927 fanden keine Welt- und Europameisterschaften statt. Franz Aigner versuchte, sich 1928 im neuen olympischen Dreikampf (beidarmiges Drücken, Reißen und Stoßen) noch einmal für die Teilnahme an den Olympischen Spielen in Amsterdam zu qualifizieren. Er erreichte aber bei der österreichischen Olympiaausscheidung Ende 1928 in Wien mit 335 kg hinter Rudolf Schilberg und Josef Leppelt nur den 3. Platz und wurde nicht für Amsterdam nominiert.
Danach beendete er seine Karriere als Gewichtheber.
Aigner starb wenige Tage vor seinem 78. Geburtstag. Er wurde auf dem Meidlinger Friedhof begraben.

## Internationale Erfolge
| Jahr | Platz  | Wettkampf                                            | Wettkampfart               | Gewichtsklasse | Ergebnisse |
| 1920 | 2.     | WM in Wien                                           | Vierkampf (VK)             | Schwer         | hinter Karl Mörke, Deutschland, 456,7 kg (75-100-110-171,7), vor Heinrich Alscher, Österreich                                                                |
| 1922 | 2.     | Deutsche Kampfspiele in Berlin                       | Fünfkampf (FK)             | Schwer         | mit 490 kg (89-90-90-105-125), hinter Josef Straßberger, TSV 1860 München, 510 kg (89-90-100-105-135), vor Anton Köhle, KV 95 Stuttgart, 432,5 kg            |
| 1923 | 1.     | Intern. Turnier in Wien                              | FK                         | Schwer         | mit 500 kg (80-90-90-110-130), vor Eugen Becke, Österreich, 457,5 kg                                                                                         |
| 1923 | 1.     | Intern. Turnier in Mailand                           | FK                         | Schwer         | mit 524,5 kg (87,5-90-95-117-130), vor Filippo Bottino, Italien, 500 kg (80-90-95-110-125)                                                                   |
| 1923 | 1.     | Intern. Meisterschaft von Böhmen und Mähren in Brünn | FK                         | Schwer         | mit 515 kg (80-90-90-100-130), vor Jaroslav Skobla, Tschechoslowakei, 465 kg                                                                                 |
| 1923 | 1.     | WM in Wien                                           | VK                         | Schwer         | mit 420 kg (85-90-115-130), vor Josef Leppelt, Österreich, 400 kg (90-90-95-125) und Georg Schrammel, Österreich, 397,5 kg (80-85-105-127,5)                 |
| 1924 | Silber | OS in Paris                                          | FK                         | Schwer         | mit 515 kg (80-97,5-112,5-95-130), hinter Giuseppe Tonani, Italien, 517,5 kg (80-95-112,5-100-130), vor Harald Tammer, Estland, 497,5 kg (75-95-90-97,5-140) |
| 1924 | 1.     | Messe-Championat in Wien                             | VK                         | Schwer         | mit 417,5 kg, vor Josef Leppelt, 400 kg und Eugen Becke, 397,5 kg                                                                                            |
| 1925 | 1.     | Intern. Meisterschaft der Tschechoslowakei in Prag   | FK                         | Schwer         | mit 522,5 kg (87,5-90-115-100-130), vor Jaroslav Skobla, 517,5 kg (85-97,5-105-100-130)                                                                      |
| 1927 | 2.     | Intern. Turnier in Wien                              | olympischer Dreikampf (OD) | Schwer         | mit 337,5 kg (112,5-95-130), hinter Rudolf Schilberg, 350 kg (117,5-102,5-230), vor Gustav Becker, Österreich, 332,5 kg (92,5-100-140)                       |

## Erfolge bei nationalen Wettkämpfen
| Jahr | Platz | Wettbewerb                                           | Wettkampfart | Gewichtsklasse | Ergebnisse |
| 1919 | 2.    | Österreichische Meisterschaft                        | VK           | Schwer         | hinter Heinrich Alscher, Wien |
| 1920 | 1.    | Österreichische Meisterschaft                        | VK           | Schwer         | mit 400 kg (75-80-105-140), vor Rudolf Schilberg, KSC "Germania" Wien, 387,5 und Georg Schrammel, Lohnfuhrwerker AK Wien, 385 kg |
| 1921 | 1.    | Österreichische Meisterschaft                        | VK           | Schwer         | mit 413 kg (80-80-105-140), vor Rudolf Schilberg, 398,75 kg und Isidor Bruckmüller, SC der Wiener Berufsfeuerwehr                |
| 1922 | 1.    | Auswahlturnier für die Deutschen Kampfspiele in Wien | FK           | Schwer         | mit 485 kg (89-80-90-110-125), vor Josef Leppelt, AK "Herkules" Wien, 465 kg                                                     |
| 1923 | 1.    | Wiener Meisterschaft                                 | FK           | Schwer         | mit 534 kg (85-90-90-110-150), vor Josef Leppelt, 489,25 kg                                                                      |
| 1923 | 1.    | Österreichische Meisterschaft                        | VK           | Schwer         | mit 448,5 kg (85-85-110-160), vor Rudolf Schilberg, AC "Stöhr" Wien, 441,75 kg (80-92,5-110-150) und Josef Leppelt, 429,5 kg     |
| 1924 | 1.    | Olympiaausscheidung in Wien                          | FK           | Schwer         | mit 502,5 kg (82,5-90-90-110-130), vor Eugen Becke, Lohnfuhrwerker AK Wien, 470 kg (75-85-90-95-125)                             |
| 1927 | 2.    | Wiener Meisterschaft                                 | OD           | Schwer         | mit 335 kg (110-95-130), hinter Rudolf Schilberg, 342,5 kg, vor Hermann Glück, Meidlinger AK Wien, 325 kg                        |
| 1928 | 3.    | Olympiaausscheidung in Wien                          | OD           | Schwer         | mit 335 kg (110-95-130), hinter Rudolf Schilberg, 362,5 (117,5-105-140) und Josef Leppelt, 355 kg                                |

Erläuterungen
- Schwergewicht, damals ab 82,5 kg Körpergewicht
- Fünfkampf, bestehend aus einarmigem Reißen, einarmigem Stoßen, beidarmigem Drücken, beidarmigem Reißen und beidarmigem Stoßen
- Vierkampf, bestehend aus einarmigem Reißen, einarmigem Stoßen, beidarmigem Drücken und beidarmigem Stoßen; in einer anderen Variante anstelle des beidarmigem Drücken beidarmig Reißen
- olympischer Dreikampf, bestehend aus beidarmigem Drücken, beidarmigem Reißen und beidarmigem Stoßen
- bei nationalen Wettbewerben war bis 1927 das "unfreie" und das "freie" Umsetzen gestattet. Athleten, die ein Gewicht "frei" umsetzten, erhielten dafür einen Zuschlag von 10 % des gehobenen Gewichts